# السلقه السفلى (القفر)

تعديل مصدري - تعديل

السلقه السفلى محلة تابعة لقرية بني معزب، التابعة لعزلة بني سيف السافل بمديرية القفر إحدى مديريات محافظة إب في الجمهورية اليمنية، بلغ تعداد سكانها 44 حسب تعداد اليمن لعام 2004.